# Tex Schramm
Texas Earnest Schramm, Jr. (San Gabriel, California; 2 de junio de 1920-Dallas, Texas; 15 de julio de 2003) fue el primer presidente y director general de la franquicia de la NFL, los Dallas Cowboys. Schramm se convirtió en la cabeza de la organización apenas ésta se formó en 1960.

## Mánager general
Antes de unirse a los Cowboys, Schramm formó parte de Los Angeles Rams (ahora St. Louis Rams) de 1947 a 1956. Ya como presidente de los Dallas Cowboys fue él quien contrató al legendario entrenador Tom Landry como primer entrenador en jefe del equipo y fue parte fundamental del ascenso de los Cowboys en la NFL hasta convertirse en un equipo de elite que llegaría a ser conocido como America's team. Bajo su gestión los Cowboys participarían en un total de cinco Super Bowls de los cuales ganarían dos.
Cuando en 1989 el empresario petrolero Jerry Jones adquirió al equipo Schramm seguiría en su puesto por un periodo breve antes de retirarse debido a diferencias con el nuevo dueño. La demora en su inclusión en el Ring of Honor de los Cowboys fue polémica ya que muchos atribuían a los problemas entre él y Jerry Jones la razón de la tardanza. Finalmente, en el 2003, Jones anunciaría que Schramm sería incluido en el anillo del honor y el propio Schramm atendería la conferencia de prensa del anuncio. Schramm moriría tiempo después antes de la ceremonia y fue incluido de manera póstuma.